# コネチカット妥協
コネチカット妥協（コネチカットだきょう、Connecticut Compromise）は、1787年のアメリカ合衆国憲法制定会議で合意された、アメリカ合衆国憲法に規定する、連邦議会の形態と各州の代表者数に関する妥協である。コネチカットの代議員ロジャー・シャーマンが提案したもので、連邦議会は二院制とし、下院の各州の代表者数は州の人口に比例して決定するのに対し、上院の代表者数は全ての州で2名とすることとした。1787年の大妥協(Great Compromise of 1787)、シャーマン妥協(Sherman Compromise)とも呼ばれる。

## 背景
5月29日、バージニア代表団のエドムンド・ランドルフは、二院制議会の創設を提案した。ランドルフの提案では、両院の議員は各州の人口に比例して割り当て、下院議員の候補者は各州民が選出し、上院議員の候補者は、各州の議会が指名して、連邦下院の議員が選出することとしていた。この案は「バージニア案」または「大型邦案」と呼ばれた。
デラウェアのような人口の少ない州は、この案では自分たちの意見が大きな州にかき消されてしまうと考えた。また、多くの代議員は、バージニア案のように連合規約を完全に破棄する権限はこの会議にはないと考えていた。これに対して、6月15日、ニュージャージー代表団のウィリアム・パターソンは、議会を一院制とし、人口に関係なく各州から同数の代表者を出すことを提案した。「ニュージャージー案」または「小型邦案」と呼ばれたこの案は、連合規約を残したまま、連合会議の権限を多少増やすように改正したものだった。
この会議の当時、南部が北部よりも急速に成長しており、南部の各邦は西方へ拡張する権利を主張していた。サウスカロライナ、ノースカロライナ、ジョージアの各邦は、1780年代には規模が小さかったが、成長が見込まれていたため、バージニア案を支持していた。ニューヨークは、当時最も大きな邦の一つであったが、3人の代表のうちアレクサンダー・ハミルトン以外の2人は、邦の自治権を最大限に発揮させたいという思いから、ニュージャージー案を支持していた。しかし、この2人は代表権問題の投票が行われる前に代表を退任した。
ハミルトンはジェームズ・マディソンとともに、バージニア案を支持するグループのリーダー的存在だった。マディソンは、大きな州が小さな州に対して陰謀を企てるなどということは、大きな州の意見が互いに異なるため非現実的だと主張した。ハミルトンは、州は個人からなる人工的な存在であると主張し、小さな州の代表は自由ではなく権力を求めていると非難した。一方、小さな邦の代表者たちは、各州は法的に平等な立場にあり、人口に応じて代表者数を決めるのは不公平であると主張した。デラウェアのガニング・ベッドフォード・ジュニアは、小さな邦の代表として、「小さな邦の人々は、自分たちの手を取って正義を貫いてくれる、もっと名誉を重んじ誠意のある外国の同盟国を見つけるだろう」と脅迫した。エルブリッジ・ゲリーは、小さな邦の主権主張を揶揄して「我々は独立した国家ではなかったし、今もそうではないし、連邦の原則の下ではそうなることはできない。これらの邦とその擁護者たちは、自分たちの主権という考えに酔いしれていた」と述べた。
6月19日、会議はニュージャージー案を否決し、バージニア案の討議を進めることを決議した。小さな邦は次第に不満を募らせ、一部の邦は脱退をほのめかした。7月2日の採決では、各州に下院での平等な投票権を与えることについて、5邦が賛成、5邦が反対し、1邦が代議員の間で票が割れ、会議は膠着状態となった。

## 妥協
この問題の解決のために、各邦から1名ずつの代議員で構成される委員会が設置され、妥協点を探ることになった。7月5日、委員会は報告書を提出したが、この報告書が「大妥協」の基礎となった。この報告書では、上院では各州が同数の投票権を持ち、下院では各州が人口4万人ごとに1人の代表を出し、各州の奴隷人口の5分の3をその州の総人口にカウントすること（5分の3妥協）、税制に関する法案は下院で起草すること（上院での修正は不可）などが提言された。
シャーマンは、バージニア案における二院制を支持していたが、「第1院（下院）における参政権の割合は、自由住民の数に応じるべきであること。第2院である上院においては、各州が1票を持ち、それ以上の投票権を持たないこと」を提案した。大きな邦がこの案を嫌ったことから、最終的に憲法に盛り込まれたのは、この案を修正したものだった。委員会でベンジャミン・フランクリンは、シャーマンの提案を修正し、大きな州に受け入れられるようにした。さらに、税制に関する法案は下院で作成されることを条件とした。
バージニアのジェームズ・マディソン、ニューヨークのルーファス・キング、ペンシルベニアのガバヌーア・モリスは、上院が連合会議のようになってしまうとして、この妥協案に激しく反対した。国粋主義者たちにとっては、会議での妥協案の採決は大敗北であった。しかし、7月23日、彼らは「エリートで独立した上院」という構想を実現するための方法を見つけた。会議のほとんどの作業が詳細委員会に委ねられる直前に、モリスとキングは、連合会議のように代議員が州ごとに同じ側に投票するのではなく、上院の各州の議員が個別に投票できるようにすることを提案した。そして、コネチカット妥協案を支持していたオリバー・エルスワースが彼らの提案を支持し、会議は最終的な妥協案にたどり着いた。
ノースカロライナが1つの州あたりの代表権を均等にすることに票を切り替え、マサチューセッツが棄権したことで、妥協案が成立した。この妥協は、議会の一方の院はニュージャージー案の平等な代表者数、もう一方の院はバージニア案の人口に比例した代表者数とするものである。また、世論を反映しやすいと考えられた下院に対し、連邦予算や歳入・税制に関する全ての法案を起草する権限が与えられた。